# Hetzerath (Erkelenz)
Hetzerath ist ein Dorf im Stadtgebiet von Erkelenz (Kreis Heinsberg) in Nordrhein-Westfalen.

## Geografie
Das Dorf liegt in der Erkelenzer Börde, westlich befindet sich das Baaler Riedelland, der Übergang zur Rurniederung. Vereinzelt liegen um den Ort kleine Waldparzellen.

### Lage
Nördlich der Ortschaft liegt das ehemalige Kreuzherrenkloster Haus Hohenbusch, die Autobahn 46 und Matzerath, im Nordosten Erkelenz, im Osten Granterath.
Die folgenden Orte gehören zur Stadt Hückelhoven. Im Süden befinden sich der isoliert liegende Marienhof und Baal, im Südwesten Doverhahn und Doveren, im Westen Hückelhoven und der Einzelhof Kühlerhof.

### Siedlungsform
Hetzerath war um 1820 ein Straßendorf.
Die so genannte Siedlung wurde in der Zeit von 1938 bis 1940 zum Zwecke der Ansiedlung von Bergbauarbeiterfamilien erbaut.

## Geschichte
1454 wurde der Ort als Hetzelroide, 1554 als Hetzenraidt erwähnt. Das Dorf wurde vermutlich in der hochmittelalterlichen Rodungsphase von einem Hetzo, Hezzo oder Hetzel gegründet.
Im 18. Jahrhundert gehörte das Dorf zum Amt Wassenberg im Herzogtum Jülich. Seit dem 19. Jahrhundert bildete Hetzerath eine Gemeinde, die zur Bürgermeisterei Doveren im Kreis Erkelenz gehörte. Im Jahre 1935 wurde Hetzerath nach Granterath eingemeindet. Als Teil von Granterath wurde die Ortschaft am 1. Januar 1972 in die Stadt Erkelenz eingegliedert.

### Kirchengeschichte
Bis 1913 besuchten die katholischen Einwohner die Kirche in Doveren. 1913 wurde in Hetzerath eine Kapelle zum Abhalten von Gottesdiensten eingeweiht. 1923 erhielt der Ort einen eigenen Seelsorger, 1927 ein Pfarrhaus. 1931 wurde Hetzerath eigenständige Rektoratsgemeinde.
Am Ende des Zweiten Weltkrieges, im Februar 1945, wurde die Kirche schwer beschädigt. 1952/53 wurde der Kirchenbau erweitert. Die Südwand wurde in vier spitzen Bogen geöffnet und in Breite des alten Langschiffs ein neues Langschiff gebaut, so dass die alte Kirche jetzt eine Art Narthex der neuen bildet. 1957 entwarf der Glasmaler Hubert Spierling aus Krefeld ein Putzmosaik an der Chorwand, es zeigt Motive aus der Offenbarung des Johannes. 1970 wurde der Ort von der Pfarre Doveren abgetrennt und die eigene Pfarrgemeinde St. Joseph eingerichtet. Der ortsanssäige Kunstmaler Wolfgang Fröde gestaltete 1994/95 sechs neue Kirchenfenster.
Am 1. Januar 2010 wurde die Kirchengemeinde mit zehn anderen Kirchengemeinden zur Pfarrgemeinde St. Maria und Elisabeth Erkelenz zusammengeschlossen.

### Spiess-Hof

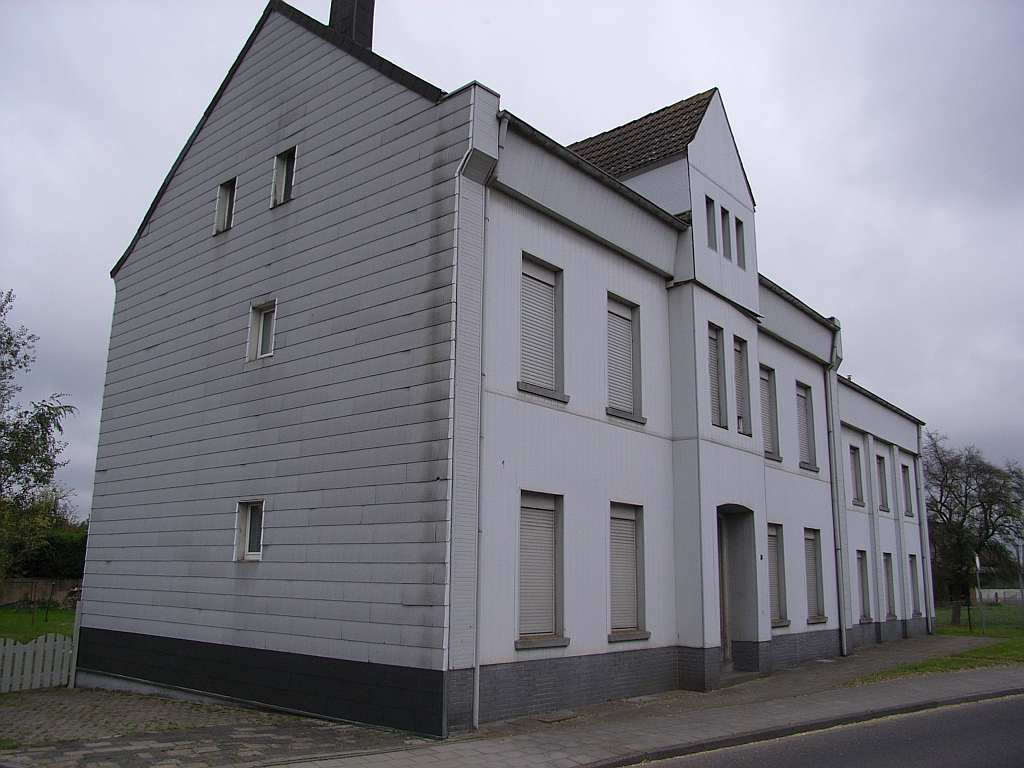
Spiess-Hof in Hetzerath

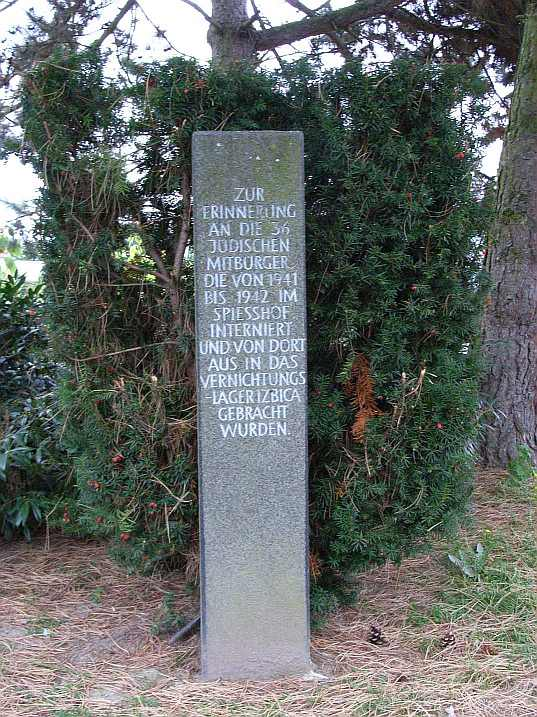
Hetzerather Gedenkstele für 36 deportierte Juden

Ursprünglich wurde die Hofstelle Hetzerather Hof genannt. Sie befand sich im Besitz des benachbarten Klosters Hohenbusch.
Von 1802 bis 1812, als Hetzerath zu Frankreich gehörte und der Klosterbesitz säkularisiert wurde, war der französische Marschall Louis-Alexandre Berthier Eigentümer. Er hatte den Bauernhof von Napoleon als Ehrengeschenk erhalten.
Der Hof war von 1845 bis 1959 im Besitz der Familie Spiess. Diese stammte von dem ehemaligen französischen Offizier und späteren Verwalter der französischen Domänen Johann Josef Spiess ab, der sich um 1800 in Erkelenz niedergelassen hatte und in der Stadt das bekannte Haus Spiess erbaute.
In dem Wohnhaus vom Spiess-Hof wurden am 1. April 1941 die Juden des Landkreises Erkelenz eingewiesen. Sie mussten in diesem Ghetto und Judenhaus bis zum 31. März 1942 verbleiben. Dann folgte deren Deportation zunächst in das Ghetto Izbica bei Lublin. Von dort wurden sie schließlich in die Vernichtungslager Belzec oder Sobibor deportiert und ermordet. Einige ältere Personen wurden in das „Judenhaus“ Villa Buth bei Jülich und einige Männer in das Arbeitslager Rhenaniastraße in Stolberg überführt.
Zur Erinnerung wurde 1990 gegenüber der Kirche, wo sich das Gefallenen-Ehrenmal befindet, eine Stele errichtet. Im Rahmen der Erkelenzer „Route gegen das Vergessen“ erinnert seit 2010 auch eine Station mit Bronzetafel unmittelbar am Spiess-Hof an dieses Zwangsghetto.

### Das Dorf im Jahre 1945
Amerikanische Soldaten des 334. Regiments der 84. Infanterie-Division der 9. US-Armee nahmen am 25. Februar 1945 das Dorf im Zuge der Operation Grenade nach der Überquerung der Rur ein. Die wenigen noch verbliebenen Einwohner von Hetzerath wurden nun in die umliegenden Orte, vor allem nach Granterath evakuiert. In das leere Dorf wurden befreite sowjetische Zwangsarbeiter eingewiesen. Die meisten von ihnen waren seit Herbst 1944 zu Schanzarbeiten am Westwall in den Kreis Erkelenz verschleppt worden. Bis zu 7000 Personen, Männer, Frauen und Kinder lebten in dem kleinen Dorf. Die Versorgungslage war für die zwei Bevölkerungsgruppen, einheimische Deutsche und Displaced Persons, katastrophal. Eine amerikanische Wache war im nahen Haus Hohenbusch stationiert, trotzdem geschahen Plünderungen und bewaffnete Raubüberfälle in den umliegenden Ortschaften, einige deutsche Zivilisten wurden hierbei erschossen. Anfang Mai 1945 ist das Lager aufgelöst worden.

## Kultur und Sehenswürdigkeiten
Zu den regelmäßigen Veranstaltungen gehören u. a. das Jahreskonzert des Musikvereins St. Josef Hetzerath 1965 e. V. am zweiten Adventssamstag und das Schützenfest der St. Josef Schützenbruderschaft am ersten Septemberwochenende (alle zwei Jahre).
Das Vereinsleben findet beispielsweise im Spiel- und Turnverein Hertha Hetzerath (TuS Hertha Hetzerath 1920 e. V.) und TTC 1979 Hetzerath e. V, sowie im Musikverein St. Josef Hetzerath 1965 e. V. und der Chorgemeinschaft Tenholt-Granterath-Hetzerath statt. Ferner sind die St. Josef Schützenbruderschaft zu Hetzerath e. V. und der Brieftaubenverein 03807 Hetzerath ansässig.
Zu den nennenswerten Sehenswürdigkeiten zählen das Haus Hohenbusch, die Gedenkstele (siehe Haus Spieß), sowie die Kirche St. Joseph mit ihrem Putzmosaik und Kirchenfenstern.
Die Dorfgemeinschaft hat im Kirchturm auf zwei Etagen ein kleines Archiv eingerichtet.

## Infrastruktur
- Städtischer Kindergarten
- Gemeinschaftsgrundschule
- Pfarrheim
- Mehrzweckhalle
- Sportplatz „Am Pappelstadion“
- Schützenhalle
- Freiwillige Feuerwehr Erkelenz, Löschgruppe Hetzerath

Im Zuge des Glasfaserausbaus im Kreis Heinsberg wurde der Ort an ein Glasfasernetz angeschlossen.

## Verkehr
Die AVV-Buslinie 401 der WestVerkehr verbindet Hetzerath mit Erkelenz, Hückelhoven und Heinsberg.
Zudem verkehrt der Multi-Bus seit dem 9. Juni 2024 kreisweit erweitert und zu einheitlichen Bedienzeiten. Mehr Informationen gibt es bei WestVerkehr.
| Linie | Verlauf |
| ----- | --- |
| 401   | Erkelenz Bf – Erkelenz ZOB – Scheidt – Granterath – Hetzerath – Doveren – Hückelhoven – Schaufenberg – Ratheim – (Dremmen Bf –) Oberbruch – Grebben – Heinsberg Kreishaus – Heinsberg Busbf |